# 巴納德30
巴納德30是在獵戶座λ環內的一個暗星雲。該區與地球的距離約1,300光年。
巴納德30是獵戶座λ環中年輕恆星集中的區域之一，與它一起的還有獵戶座λ星協和巴納德35。它包含赫比格-哈羅天體、年輕的恆星、棕矮星和多顆金牛T星。年輕的恆星包括獵戶座HK、赫比格Ae/Be星和金牛T星的獵戶座HI。 
巴納德30這個恆星群約有2-3百萬年的歷史，因此比獵戶座λ環中央的恆星要年輕得多。這個雲可能是由巨大的觜宿一（獵戶座λ）造成的，而這顆恆星也觸發這個星雲中的恆星形成。在100萬年前的超新星也可能形成獵戶座λ環，也可能是觸發該地區形成恆星的額外因素。
該區域也包含一個反射星雲 。

## 觀察
與巴納德30相關的區域表面亮度低，覆蓋了大片的天空。但是因為與著名的獵戶座星雲在同一個星座，所以少有影像。